# Arctia nigromarginaria
Arctia nigromarginaria är en fjärilsart som beskrevs av Smith 1953. Arctia nigromarginaria ingår i släktet Arctia och familjen björnspinnare. Inga underarter finns listade i Catalogue of Life.